# تشارلز وارن
الجنرال السير تشارلز وارن (بالإنجليزية: Charles Warren) (7 فبراير 1840 - 21 يناير 1927) كان ضابطا في سلاح المهندسين الملكي البريطاني وكان واحدا من أوائل علماء الآثار الأوروبية في الأراضي المقدسة للكتاب المقدس، وبخاصة جبل الهيكل. وقد قضى معظم خدمته العسكرية في بريطانيا وجنوب أفريقيا، في وقت سابق وكان مفوض شرطة العاصمة، ورئيس شرطة العاصمة لندن 1886-1888، خلال فترة جاك السفاح. وانتقد قيادته في القتال أثناء حرب البوير الثانية، ولكنه حقق نجاحا كبيرا خلال حياته الطويلة التي قضاها في مناصبه العسكرية والمدنية.

## روابط خارجية
- صفحة صندوق استكشاف فلسطين على وارن
- كتيب جاك السفاح عن وارن